# Roompot (kruik)
De roompot was omstreeks 1850 in Noord-Brabant een hoge kruik van aardewerk met twee oren en een schuin uitstekende rand.
Er waren roompotten van verschillende groottes. In de zomer werden ze in de kelder en in de winter bij de haard gezet. In deze potten liet men het room-melk-mengsel zuur worden, zodat het ook indikte. Was het mengsel zuur en dik genoeg, dan werd het in de karn tot boter verwerkt. 